# Hans Schultze-Görlitz
Hans Schultze-Görlitz (* 15. Januar 1878 in Reichenau in Sachsen; † 8. Februar 1952 in Dresden) war ein deutscher Maler und Grafiker.

## Leben und Werk

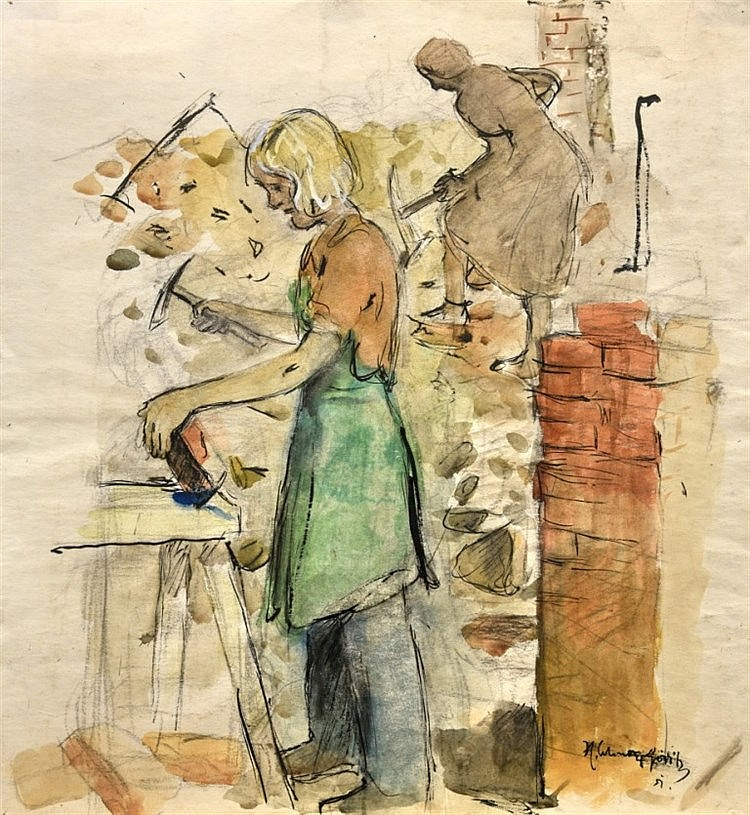
Aufbau; Aquarell

Schultze-Görlitz absolvierte in seinem Heimatort die Schule. Von 1900 bis 1909 studierte er an der Königlichen Akademie der bildenden Künste Dresden, ab 1902 im Malsaal von Carl Bantzer und ab 1905 bei Gotthard Kühl. 1904 hielt er sich zu Studien in Paris und 1909 bis 1910 in München auf. Nach dem Abschluss des Studiums nahm er seinen Wohnsitz in Dresden und arbeitete als freischaffender Maler und Grafiker. Er genoss schon früh Renommee und wurde Kunstlehrer des Kronprinzen Wilhelm von Preußen. 1915 porträtierte er die Kronprinzessin Cecilie von Preußen mit ihrer Tochter Alexandrine (Pastell).
Schultze-Görlitz war ein gefragter Porträtist und betätigte sich auch als Buchillustrator. Die Zeitschrift Die Kunst und das schöne Heim schwärmte 1938 in einem Ausstellungsbericht: „… zeigt Frauen- und Kinderbildnisse, die mit einer hervorragenden malerischen Kultur vorgetragen werden.“
Schultze-Görlitz war Mitglied des Reichsverbands Bildender Künstler, des Deutschen Künstlerbunds, der Dresdner Kunstgenossenschaft und der Renten- und Pensionsanstalt für deutsche bildende Künstler. Aus der Kunstgenossenschaft trat er 1913 aus, und er wurde Gründungsmitglied der Dresdner Künstlergruppe 1913. In der Zeit des Nationalsozialismus war Schultze-Görlitz Mitglied der Reichskammer der bildenden Künste. Für diese Zeit ist seine Teilnahme an 12 Ausstellungen sicher belegt, darunter 1938 eine Ausstellung mit Georg Lührig im Sächsischen Kunstverein und 1938, 1940, 1941, 1942 und 1943 die Große Deutsche Kunstausstellung in München. 1939 zeigte Schultze-Görlitz auf der Dresdner Kunstausstellung u. a. das Bild Der Führer in Österreich. 1940 schuf er ein Porträt Hitlers sowie 1942 ein Porträt des Präsidenten des Landgerichts Plauen, Hermann Brückner.
Das Dresdner Adressbuch verzeichnete Schultze-Görlitz z. B. 1915 mit den Adressen Obergraben 2 und Atelier Eliasstraße 22 und zuletzt 1943/1944 in der Justinenstraße 8. Das Gebäude fiel 1945 den Luftangriffen auf Dresden zum Opfer. Danach wohnte Schultze-Görlitz im Kotzschweg 20 in Loschwitz.
Schultze-Görlitz arbeitete auch nach dem Ende des NS-Staats in Dresden bis zuletzt als Maler, wobei er allein bis 1949 etwa 20 Künstler porträtierte, darunter Otto Dix und Paul Oberhoff. In der DDR galt er aber wohl wegen seiner Vergangenheit als suspekt. Er wurde offenbar trotz seiner künstlerischen Potenz nicht in den Verband Bildender Künstler der DDR aufgenommen, und ein von ihm zur Dritten Deutschen Kunstausstellung eingereichtes Bild (Der Spaziergang; 1948, Öl) wurde nicht gezeigt. Eisolds Lexikon Künstler der DDR verzeichnet Schultze-Görlitz nicht.
Mehrere Ölgemälde Schultze-Görlitz‘ befinden sich in der Dresdner Galerie Neue Meister.
Seine Bilder sind im Kunsthandel präsent.

## Werke (Auswahl)

### Malerei
- Lesender Junge (Öl; auf der Großen Deutschen Kunstausstellung 1940, Haus der Kunst)[13]
- Essende Kinder (Öl; auf der Großen Deutschen Kunstausstellung 1941)[14]
- Jägerlatein (Öl; auf der Großen Deutschen Kunstausstellung 1942)[15]
- Meine Frau (Öl; auf der Großen Deutschen Kunstausstellung 1943)[16]

### Buchillustrationen
- Rudolf Presber (Verse): Vater ist im Kriege. Ein Bilderbuch für Kinder. Hrsg.: Kriegskinderspende deutscher Frauen. Hillger Verlag, Berlin, 1915 (mit weiteren Illustratoren)
- Else von Steinkeller: Rheinzauber. Union Deutsche Verlagsgesellschaft, Stuttgart/Berlin/Leipzig, 1925.
- Minni Grosch: Das Nichtslein. Union Deutsche Verlagsgesellschaft, 1925 (Kränzchen-Bibliothek. 39.)
- Grete Töbich-Fink: Sonnenprinzeßchen. Eine Mädchenerzählung. Union Deutsche Verlagsgesellschaft, 1929.

## Ausstellungen (Auswahl)
Ausstellungen vor 1933
- 1910 und 1914: München, Glaspalast (Münchner Jahresausstellung; 1910 mit einem Selbstbildnis und 1914 mit Bildnis des Herrn R. H., beide Öl)
- 1912: Bremen, Kunsthalle (Große Ausstellung des Deutschen Künstlerbunds)
- 1914: Dresden, Galerie Ernst Arnold („Dresdner Künstler Gruppe 1913“)
- 1914: Berlin (Große Berliner Kunstausstellung)
- 1926: Dresden, Brühlsche Terrasse („Große Aquarellausstellung“ des Sächsischen Kunstvereins; mit der farbigen Zeichnung Unterm Landungssteg)

Ausstellung 1948 bis 1951
- 1948: Wurzen, Stadthaus („Kunstausstellung 1948“)
- 1951: Dresden („Junger Pionier“)